# Ebenforstalm
Die Ebenforstalm ist eine 46 Hektar große Alm in der Gemeinde Reichraming im österreichischen Bundesland Oberösterreich. Die im Besitz der Österreichischen Bundesforste befindliche Alm ist an die Weidegenossenschaft Großraming verpachtet und liegt auf einer Seehöhe von 1105 m ü. A. Auf einer Weidefläche von 35 Hektar werden etwa 40 Rinder gehalten. Die Ebenforstalm ist von Anfang Mai bis Ende Oktober bewirtschaftet. Das Almgebiet ist über Wanderwege und eine nicht öffentliche Straße erreichbar. Das Befahren der Straße mit Fahrrädern ist gestattet und die Alm ist ein beliebtes Ziel einer Mountainbiketour. Die Ebenforstalm liegt im Nationalpark Kalkalpen.